# 22736 Kamitaki
22736 Kamitaki (1998 SM137) là một tiểu hành tinh vành đai chính được phát hiện ngày 16 tháng 9 năm 1998 bởi nhóm nghiên cứu tiểu hành tinh gần Trái Đất phòng thí nghiệm Lincoln ở Socorro. Nó được đặt theo tên Nolan Kamitaki, who won Cuộc thi nhà khoa học trẻ kênh Discovery Channel in October 2006. Kamitaki is now a sophomore ở Harvard College.